# (11719) Hicklen
(11719) Hicklen est un astéroïde de la ceinture principale.

## Description
(11719) Hicklen est un astéroïde de la ceinture principale. Il fut découvert le 21 avril 1998 à Socorro (Nouveau-Mexique) par le projet LINEAR. Il présente une orbite caractérisée par un demi-grand axe de 2,77 UA, une excentricité de 0,04 et une inclinaison de 1,9° par rapport à l'écliptique.

## Compléments